# باتريشيا كلاكستون
باتريشيا كلاكستون هي مترجمة كندية، ولدت في 1929.